# Stenandriopsis
- Commons
- Wikispecies

Stenandriopsis S.Moore, 1906, segundo o Sistema APG II, é um gênero botânico da família Acanthaceae.

## Espécies
As principais espécies são:
Stenandriopsis afromontana Stenandriopsis amoena Stenandriopsis boivini
Stenandriopsis buntingii Stenandriopsis carduacea Stenandriopsis gabonica
Stenandriopsis guineensis Stenandriopsis humilis Stenandriopsis keraudrenae
Stenandriopsis leptostachys Stenandriopsis perrieri Stenandriopsis subdentata
Stenandriopsis talbotii Stenandriopsis thomensis Stenandriopsis thompsoni
Stenandriopsis warneckei